# 15363 Ysaÿe
15363 Ysaÿe è un asteroide della fascia principale. Scoperto nel 1996, presenta un'orbita caratterizzata da un semiasse maggiore pari a 2,2711846 au e da un'eccentricità di 0,2245522, inclinata di 5,27414° rispetto all'eclittica.
L'asteroide era stato inizialmente battezzato 15363 Ysaye per poi essere corretto nella denominazione attuale.
L'asteroide è dedicato al violinista belga Eugène Ysaÿe.